# Garnet Hathaway
John Garnet Hathaway, född 23 november 1991, är en amerikansk professionell ishockeyforward som spelar för Boston Bruins i NHL.
Han har tidigare spelat för Calgary Flames och Washington Capitals i NHL; Adirondack Flames, Abbotsford Heat och Stockton Heat i AHL samt Brown Bears i NCAA.
Hathaway blev aldrig NHL-draftad.

## Statistik
| 2006–2007   | Phillips Academy Big Blue |             | 25  | 0  | 6  | 6   | —   | —  | — | — | — | —  |
| 2007–2008   | Phillips Academy Big Blue |             | 27  | 5  | 9  | 14  | —   | —  | — | — | — | —  |
| 2008–2009   | Phillips Academy Big Blue |             | 26  | 16 | 13 | 29  | —   | —  | — | — | — | —  |
| 2009–2010   | Phillips Academy Big Blue |             | 28  | 17 | 20 | 37  | 32  | —  | — | — | — | —  |
| 2010–2011   | Brown Bears               | NCAA        | 31  | 5  | 9  | 14  | 42  | —  | — | — | — | —  |
| 2011–2012   | Brown Bears               | NCAA        | 26  | 3  | 5  | 8   | 48  | —  | — | — | — | —  |
| 2012–2013   | Brown Bears               | NCAA        | 33  | 6  | 15 | 21  | 47  | —  | — | — | — | —  |
| 2013–2014   | Brown Bears               | NCAA        | 31  | 6  | 9  | 15  | 41  | —  | — | — | — | —  |
|             | Abbotsford Heat           | AHL         | 8   | 0  | 0  | 0   | 10  | 1  | 0 | 0 | 0 | 10 |
| 2014–2015   | Adirondack Flames         | AHL         | 72  | 19 | 17 | 36  | 77  | —  | — | — | — | —  |
| 2015–2016   | Calgary Flames            | NHL         | 14  | 0  | 3  | 3   | 31  | —  | — | — | — | —  |
|             | Stockton Heat             | AHL         | 44  | 8  | 13 | 21  | 39  | —  | — | — | — | —  |
| 2016–2017   | Calgary Flames            | NHL         | 26  | 1  | 4  | 5   | 44  | —  | — | — | — | —  |
|             | Stockton Heat             | AHL         | 31  | 8  | 12 | 20  | 67  | 5  | 2 | 2 | 4 | 2  |
| 2017–2018   | Calgary Flames            | NHL         | 59  | 4  | 9  | 13  | 88  | —  | — | — | — | —  |
|             | Stockton Heat             | AHL         | 18  | 11 | 8  | 19  | 30  | —  | — | — | — | —  |
| 2018–2019   | Calgary Flames            | NHL         | 76  | 11 | 8  | 19  | 56  | 5  | 0 | 0 | 0 | 14 |
| 2019–2020   | Washington Capitals       | NHL         | 66  | 9  | 7  | 16  | 79  | 8  | 0 | 0 | 0 | 12 |
| 2020–2021   | Washington Capitals       | NHL         | 56  | 6  | 12 | 18  | 66  | 5  | 2 | 1 | 3 | 4  |
| 2021–2022   | Washington Capitals       | NHL         | 76  | 14 | 12 | 26  | 57  | 6  | 1 | 1 | 2 | 16 |
| 2022–2023   | Washington Capitals       | NHL         | 59  | 9  | 7  | 16  | 52  | —  | — | — | — | —  |
|             | Boston Bruins             | NHL         | 25  | 4  | 2  | 6   | 17  | 7  | 0 | 1 | 1 | 10 |
| NHL totalt  | NHL totalt                | NHL totalt  | 457 | 58 | 64 | 122 | 490 | 31 | 3 | 3 | 6 | 56 |
| AHL totalt  | AHL totalt                | AHL totalt  | 173 | 46 | 50 | 96  | 223 | 6  | 2 | 2 | 4 | 12 |
| NCAA totalt | NCAA totalt               | NCAA totalt | 121 | 20 | 38 | 58  | 178 | —  | — | — | — | —  |